# Municipio de Valley (Misuri)
Valley Township es una subdivisión territorial del condado de Macon, Misuri, Estados Unidos. Según el censo de 2020, tiene una población de 144 habitantes.
Tiene un código censal Z1, que indica que no está en funcionamiento (non-functioning county subdivision).

## Geografía
La subdivisión está ubicada en las coordenadas 39°49′10″N 92°41′18″O / 39.81944, -92.68833 (39.819409, -92.688339). Según la Oficina del Censo de los Estados Unidos, tiene una superficie total de 94.01 km², de los cuales 92.99 km² corresponden a tierra firme y 1.02 km² están cubiertos de agua.

## Demografía
Según el censo de 2020, hay 144 personas residiendo en la zona. La densidad de población es de 1.55 hab./km². El 97.22 % de los habitantes son blancos y el 2.78% son de una mezcla de razas. Del total de la población, el 1.39 % son hispanos o latinos de cualquier raza.